# Відносини Молдова — Європейський Союз
Відносини між Молдовою та Європейським Союзом (ЄС) у даний час регулюються Європейською політикою сусідства (ЄПС), інструментом зовнішньої політики ЄС щодо сусідніх з ним країн.
Молдова має міцні зв'язки з країною-членом ЄС, Румунією. У міжвоєнний період дві країни були об’єднані. Вони мають спільну мову, традиції та культуру. Молдовський прапор є модифікованою версією румунського еквівалента, у центрі якого накладається молдовська зброя. Незважаючи на молдовські націоналістичні тенденції та значну русофонську меншину, румуни, не маючи жодних претензій на територію Молдови як такі, вважають молдован культурно та етнічно румунами. Колишній період союзу дозволив румунським паспортам та одночасному громадянству ЄС регулярно надавати молдованам на основі походження. Частина молдован у даний час ідентифікується як румуни.
Рівень бідности в Молдові (країна є найбіднішою серед потенційних членів ЄС) є каменем спотикання для вступу.
Тим не менше, ЄС розвиває дедалі тісніші стосунки з Молдовою, виходячи за межі співпраці, до поступової економічної інтеграції та поглиблення політичної співпраці. ЄС відкрив офіс у Кишиневі (столиця Молдови), а 23 березня 2005 року призначив Адріаана Якобовіца де Сегеда спеціальним представником у Молдові з акцентом на вирішенні кризи в Придністров'ї. 6 жовтня 2005 року Європейська Комісія відкрила новий офіс у Молдові, який очолив Чезаре де Монтіс. Зараз головним стратегічним пріоритетом Молдови є членство в європейських установах.

## Угоди

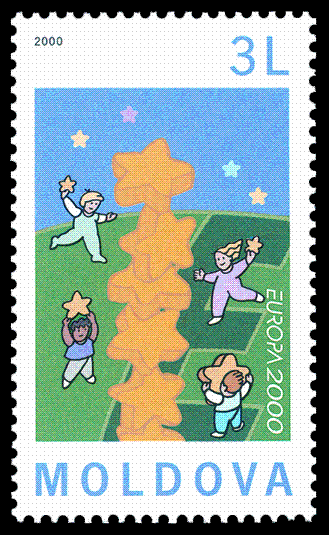
Марка 2000, присвячена 50-річчю Декларації Шумана

Молдова реалізує свій перший трирічний план дій у рамках ЄПС ЄС.
Угода про партнерство та співробітництво (УПС) представляє правову базу відносин між Республікою Молдова та Європейським Союзом. Угода була підписана 28 листопада 1994 р. та набрала чинності 1 липня 1998 р. На наступні 10 років. Ця домовленість забезпечує основу співпраці з ЄС у політичній, комерційній, економічній, правовій, культурній та науковій сферах.
План дій ЄС з Молдови - це політичний документ, що визначає стратегічні цілі співпраці між Молдовою та ЄС. Він охоплює часові рамки у три роки. Його реалізація сприятиме виконанню положень Угоди про партнерство та співробітництво (УПС) та заохочуватиме та підтримуватиме ціль Молдови щодо подальшої інтеграції в європейські економічні та соціальні структури. Виконання Плану дій суттєво сприятиме наближенню молдовського законодавства, норм та стандартів до норм Європейського Союзу.
Молдова та ЄС розпочали переговори про Угоду про асоціацію, включаючи глибоку та всеосяжну зону вільної торгівлі, на заміну УПС у січні 2010 року. Уряд Молдови сподівався підписати Угоду про співпрацю в листопаді 2013 року на саміті Східного партнерства та Листопад 2012 р. Комісар ЄС з питань розширення та європейської політики сусідства Штефан Фюле заявив, що переговори можуть бути завершені до того часу. АА був парафований на саміті та підписаний 27 червня 2014 року. Тепер він повинен бути ратифікований кожною державою-учасницею договору. Парламент Молдови ратифікував угоду 2 липня 2014 року.
24 січня 2011 Молдова офіційно отримала "план дій" щодо встановлення безвізового режиму для короткострокових поїздок від Уповноваженого ЄС з питань внутрішніх справ. У листопаді 2013 року Комісія запропонувала скасувати вимоги щодо віз для короткострокових візитів для громадян Молдови, що мають біометричні паспорти, при цьому міністр закордонних справ Литви Лінас Лінкявічюс припустив, що зміни можуть відбутися на початку 2014 року. 13 лютого 2014 року Громадянські свободи Європейського парламенту Комітет з питань юстиції та внутрішніх справ затвердив скасування візових вимог, і весь парламент проголосував "за" 27 лютого 2014 року. Європейський парламент і Рада дали остаточну згоду на безвізовий режим для громадян Молдови 3 квітня 2014 року, і ця зміна набуде чинності 28 квітня 2014 року.

## Вступ до Європейського Союзу
У 2014 Європарламент прийняв резолюцію, в якій зазначено, що "відповідно до статті 49 Договору про Європейський Союз Грузія, Молдова та Україна, а також будь-яка інша європейська країна мають європейську перспективу та можуть подати заявку на членство в ЄС відповідно до принципи демократії, поваги основних свобод та прав людини, прав меншин та забезпечення верховенства прав".
У квітні 2014, відвідуючи молдовсько-румунський кордон на Скулені, прем'єр-міністр Молдови Юрі Леанка заявив: "У нас є амбіційна мета, але я вважаю, що ми можемо її досягти: зробити все можливе, щоб Молдова стала повноправним членом Європейського Союзу коли Румунія буде головувати в ЄС у 2019 році". У липні 2017 року спікер парламенту Молдови Андріан Канду заявив, що країна мала намір подати заявку на членство до кінця 2018 або 2019 року.
Деякі політичні партії як Молдови, так і Румунії виступають за об'єднання двох країн. Подібний сценарій міг би включити нинішню територію Молдови до складу Румунії і, отже, до ЄС, хоча проблема Придністров'я все ще залишатиметься проблемою. Що стосується вільного пересування робочої сили, можна стверджувати, що, що стосується приватних осіб, Молдова вже фактично є членом ЄС, оскільки молдовани автоматично отримають румунський паспорт, якщо вони засвідчать, що їх предки в один момент були румунами (тобто до поділу країн).
Однак інтеграційний процес стримувався багатьма внутрішніми проблемами. Крім того, автономний регіон Молдови Гагаузія 2 лютого 2014 року провів два референдуми, на яких переважна більшість виборців відкинула інтеграцію з ЄС і зробила вибір на користь більш тісних зв'язків з Росією.
На тлі російського вторгнення в Україну 2022 року президент Мая Санду 3 березня 2022 року підписала офіційну заявку на членство в ЄС. 7 березня ЄС заявив, що офіційно розгляне заявку Молдови. 11 квітня міністр закордонних справ та європейської інтеграції Молдови Ніку Попеску отримав анкету від Європейської Комісії (ЄК) за результатами зустрічі з Європейським комісаром з питань сусідства та розширення Олівером Варгелі в результаті подання Молдови кандидатури. 22 квітня прем’єр-міністр Молдови Наталія Гаврилиця надіслала їхню відповідь на першу частину анкети через Представництво Європейського Союзу при голові Молдови Янісу Мажейксу, а 12 травня відповіді на другу частину.
23 червня 2022 року Європейська Рада надала Республіці Молдова статус кандидата на вступ до Європейського Союзу. Шарль Мішель, президент Європейської Ради, заявив, що це «історичний момент». На думку прем’єрки Молдови Наталі Гаврилиці, перемовини Молдови з ЄС про вступ можуть початися не раніше осені 2023 року.

## Статус кандидата у ЄС
Молдова подала заявку на членство в ЄС 3 березня 2022 року.
23 червня 2022 року відбувається саміт Європейської ради в Брюсселі. Лідери країн ЄС почали з обговорення останніх подій, пов’язаних з війною Росії проти України, включаючи її вплив на глобальну кризу продовольчої безпеки, а також обговорять продовження підтримки України. Також на ньому було обговорено заявки трьох держав про членство: України, Молдови та Грузії, з яких статус кандидата отримали Україна та Молдова. За таке рішення 27 країн-членів ЄС проголосували одноголосно.

## Громадська думка

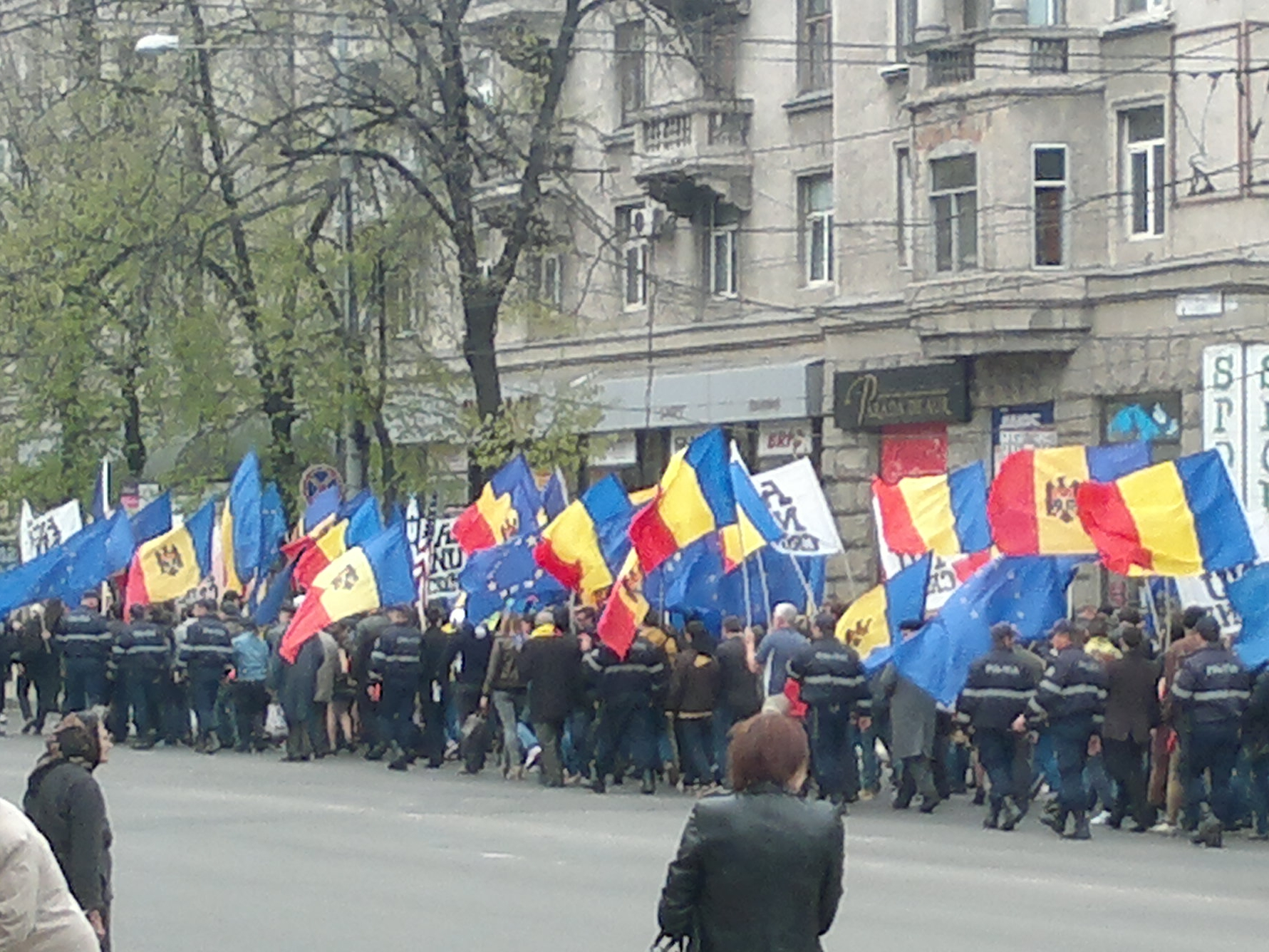
Проєвропейська маніфестація в Кишиневі, 6 квітня 2014 року.

2 лютого 2014 року Автономна територіальна одиниця Гагаузії провела два референдуми з питань європейської інтеграції. В одному 98,4% проголосували за приєднання до Митного союзу Білорусі, Казахстану та Росії, а в другому 97,2% виступили проти подальшої інтеграції до ЄС. 98,9% також підтримали думку про те, що Гагаузія може оголосити незалежність, якщо Молдова об'єднається з Румунією. У Гагаузії існує занепокоєння тим, що інтеграція Молдови до ЄС може призвести до такого об'єднання з непопулярною в автономному регіоні Румунією - членом ЄС.
Опитування, проведене в червні 2018 року, показало, що 46% віддали перевагу вступу Молдови до ЄС проти 36%, які віддали перевагу вступу до Євразійського економічного союзу.
| Дата                 | Питання                                              | За  | Проти | Утримання | Не знаю |
| -------------------- | ---------------------------------------------------- | --- | ----- | --------- | ------- |
| Вересень 2014 – IMAS | Членство в ЄС                                        | 47% | 35%   | 8%        | 11%     |
| Вересень 2014 – IMAS | Вступ до Митного союзу Білорусі, Казахстану та Росії | 48% | 35%   | 8%        | 9%      |
| Листопад 2014 – IMAS | Членство в ЄС                                        | 51% | 36%   | 7%        | 7%      |
| Листопад 2014 – IMAS | Вступ до Митного союзу Білорусі, Казахстану та Росії | 47% | 35%   | 6%        | 12%     |

Опитування, проведене Magenta Consulting у березні 2022 року, показало, що після того, як президент Мая Санду оголосила, що її уряд офіційно подав заявку на членство в Європейському Союзі, 61% молдован (40% «загалом», 21% «скоріше») були в на користь членства в ЄС, у порівнянні з 52% до початку російського вторгнення в Україну в 2022 році.
| Дата                 | Питання       | Повністю підтримую | Скоріше підтримую | Скоріше не підтримую | Не підтримую взагалі | Не знаю/Немає відповіді |
| -------------------- | ------------- | ------------------ | ----------------- | -------------------- | -------------------- | ----------------------- |
| March 2022 – Magenta | Членство в ЄС | 40%                | 21%               | 10%                  | 21%                  | 8%                      |

## Євроскептицизм в Молдові
У Молдові є кілька євроскептичних партій, включаючи ліву Партію соціалістів Республіки Молдова (ПСРМ) (1997 – дотепер), яка має 22 місця в 101-місцевому парламенті, консервативну партію Șor (1998 – дотепер), яка має 6 мандатів і ліва «Наша партія» (ПН) (2014 – дотепер), яка не має місць.